# Wereldkampioenschap schaken 2016

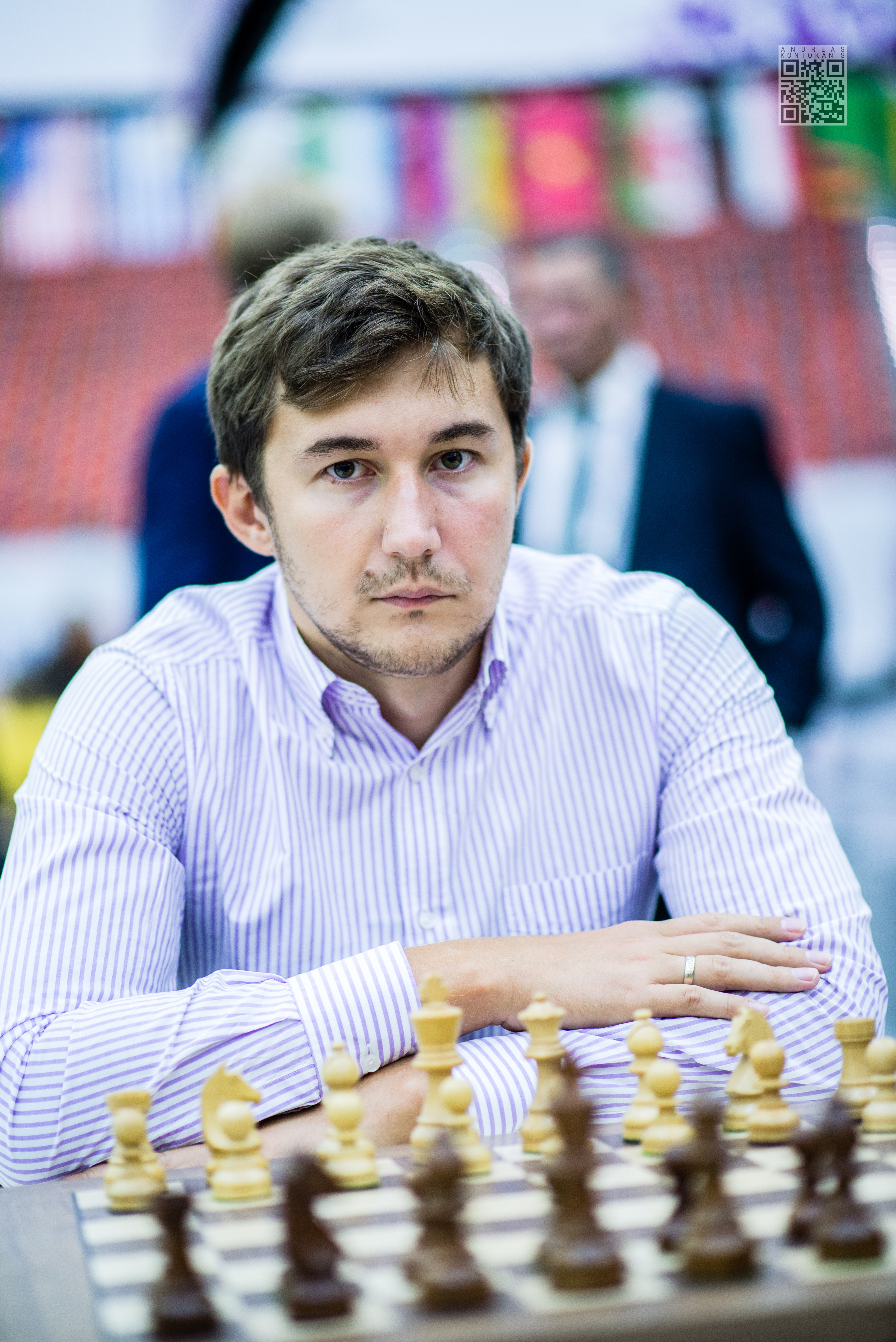
Verliezend uitdager Sergej Karjakin

Het Wereldkampioenschap schaken van 2016 was een match tussen regerend wereldkampioen Magnus Carlsen en uitdager Sergej Karjakin. Carlsen was wereldkampioen sinds 2013, Karjakin werd uitdager door het kandidatentoernooi van 2016 te winnen.
De match werd gespeeld in New York vanaf 11 tot en met 30 november en ging over 12 klassieke partijen, waarna de stand 6–6 was, en een tiebreak waarin na vier rapid-partijen Carlsen met 3–1 won en zijn wereldtitel prolongeerde.

## Kandidatentoernooi
Het kandidatentoernooi werd gehouden van 9–28 maart 2016.

### Deelnemers
| Kwalificatie                                            | Speler            | FIDE-rating |
| ------------------------------------------------------- | ----------------- | ----------- |
| Verliezer match wereldkampioenschap schaken 2014        | Viswanathan Anand | 2784        |
| Twee hoogst geëindigde spelers FIDE Wereldbeker 2015    | Peter Svidler     | 2751        |
| Twee hoogst geëindigde spelers FIDE Wereldbeker 2015    | Sergej Karjakin   | 2769        |
| Twee hoogste geëindigde spelers FIDE Grand Prix 2014–15 | Fabiano Caruana   | 2787        |
| Twee hoogste geëindigde spelers FIDE Grand Prix 2014–15 | Hikaru Nakamura   | 2787        |
| Twee spelers met de hoogste FIDE-rating                 | Veselin Topalov   | 2780        |
| Twee spelers met de hoogste FIDE-rating                 | Anish Giri        | 2798        |
| Een speler uitgekozen door de organisatie               | Levon Aronian     | 2792        |

### Eindstand
| Pos. | Schaker           | Gespeeld | Punten | Wit | Zwart | Winst | Remise | Verlies |
| ---- | ----------------- | -------- | ------ | --- | ----- | ----- | ------ | ------- |
| 1    | Sergej Karjakin   | 14       | 8½     | 5½  | 3     | 4     | 9      | 1       |
| 2    | Fabiano Caruana   | 14       | 7½     | 4½  | 3     | 2     | 11     | 1       |
| 3    | Viswanathan Anand | 14       | 7½     | 5½  | 2     | 4     | 7      | 3       |
| 4    | Peter Svidler     | 14       | 7      | 3½  | 3½    | 1     | 12     | 1       |
| 5    | Levon Aronian     | 14       | 7      | 3½  | 3½    | 2     | 10     | 2       |
| 6    | Anish Giri        | 14       | 7      | 3½  | 3½    | 0     | 14     | 0       |
| 7    | Hikaru Nakamura   | 14       | 7      | 4½  | 2½    | 3     | 8      | 3       |
| 8    | Veselin Topalov   | 14       | 4½     | 2½  | 2     | 0     | 9      | 5       |

## Match
De uitdagingsmatch werd gehouden van 11–30 november 2016 in New York. Tijdens de sluitingsceremonie van het kampioenschap van 2014 kondigde de FIDE-president reeds aan dat de match zou worden gehouden in de Verenigde Staten.
| Speler          | Rating    | 1 11/11 | 2 12/11 | 3 14/11 | 4 15/11 | 5 17/11 | 6 18/11 | 7 20/11 | 8 21/11 | 9 23/11 | 10 24/11 | 11 26/11 | 12 28/11 | TB 30/11 | Totaal |
| --------------- | --------- | ------- | ------- | ------- | ------- | ------- | ------- | ------- | ------- | ------- | -------- | -------- | -------- | -------- | ------ |
| Magnus Carlsen  | 2853 (#1) | ½       | ½       | ½       | ½       | ½       | ½       | ½       | 0       | ½       | 1        | ½        | ½        | 3        | 9      |
| Sergej Karjakin | 2772 (#9) | ½       | ½       | ½       | ½       | ½       | ½       | ½       | 1       | ½       | 0        | ½        | ½        | 1        | 7      |